# Isodactylactis kempi
Isodactylactis kempi är en korallart som beskrevs av Eugène Leloup 1964. Isodactylactis kempi ingår i släktet Isodactylactis och familjen Cerianthidae. Inga underarter finns listade i Catalogue of Life.